# Madeline Manning

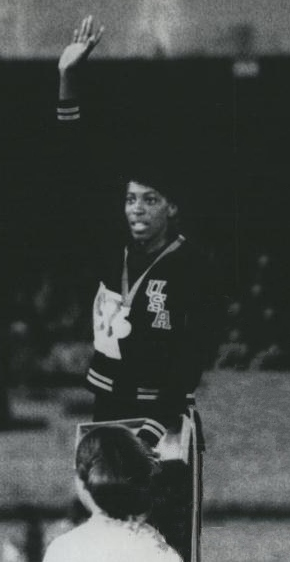
Madeline Manning (1968)

Madeline Manning, verheiratete Manning-Mims, (* 11. Januar 1948 in Cleveland, Ohio) ist eine ehemalige US-amerikanische Mittelstreckenläuferin und Olympiasiegerin im 800-Meter-Lauf.
Von 1967 bis 1981 wurde sie sechsmal im Freien und viermal in der Halle US-Meisterin über ihre Spezialstrecke und setzte mehrere amerikanische Rekorde. 1967 siegte sie bei der Universiade und bei den Panamerikanischen Spielen in Winnipeg.
Noch während sie an der Tennessee State University studierte, siegte sie bei den Olympischen Spielen 1968 in Mexiko-Stadt über 800 Meter vor der Rumänin Ileana Silai (Silber) und der Niederländerin Maria Gommers (Bronze). Bei den Olympischen Spielen 1972 in München gewann sie die Silbermedaille in der 4-mal-400-Meter-Staffel zusammen mit ihren Teamkolleginnen Mable Fergerson, Cheryl Toussaint und Kathy Hammond und erreichte über 800 Meter ebenso das Halbfinale wie bei den Olympischen Spielen 1976 in Montreal. Nur der US-Boykott der Spiele 1980 in Moskau hinderte sie an einem vierten Olympiastart.